# Європа (фільм, 1991)
«Європа» (дан. Europa) — копродукційний драматичний фільм 1991 року, поставлений данський режисером Ларсом фон Трієром. Завершальна частина трилогії «Європа», куди також входять стрічки «Елемент злочину» (1984) та «Епідемія» (1987). Світова прем'єра відбулася 12 травня 1991 на 44-му Каннському міжнародному кінофестивалі, де фільм брав участь в основній конкурсній програмі, змагаючись за Золоту пальмову гілку, та отримав Приз журі фестивалю .

## Сюжет
1945 рік, Німеччина. Країна окупована військами союзників. Усе населення перебуває під ретельним наглядом. У цей неспокійний час в атмосфері, просоченій страхом і насильством, розгортаються основні події життя двох абсолютно різних, але дуже близьких одне одному людей.
Молодий американець з німецькими коренями Леопольд Кесслер (Жан-Марк Барр) приїжджає до Німеччини, де влаштовується на роботу провідником на залізничному експресі. Він закохується в німецьку дівчину Кет (Барбара Зукова), таємно пов'язану з підпільною нацистською організацією «Вервольф». Одного разу соратники Кет передають Леопольду вибухівку та вимагають, аби він підірвав потяг. Того ж вимагає від нього й Кет. Леопольд у нерішучості. Він намагається розповісти про бомбу американському офіцерові, але обставини перешкоджають цьому. У цей час начальство Леопольда намагається перевірити його професійну придатність. Він у відчаї закладає бомбу й настроює годинниковий механізм. Проте жалість до людей примушують Леопольда відключити вибухівку. Тим часом окупаційна влада розкриває осередок «Вервольфа». Леопольд бачить Кет у кайданках. Вона переконує його, що саме він вчинив помилку, оскільки в Німеччині немає невинних людей, оскільки в роки війни її громадяни або вбивали, або зраджували. Леопольд доведений до відчаю. Він заволодіває зброєю і задіює вибухівку, а згодом гине в затонулому вагоні.

## У ролях
| • Жан-Марк Барр      | … | Леопольд Кесслер  |
| • Барбара Зукова     | … | Катарина Гартманн |
| • Удо Кір            | … | Лоуренс Гартманн  |
| • Ернст-Гуго Ярегорд | … | дядько Кесслер    |
| • Ерік Морк          | … | святий отець      |
| • Йорген Реєнберг    | … | Макс Гартманн     |
| • Геннінг Єнсен      | … | Зіггі             |
| • Едді Константин    | … | полковник Гарріс  |
| • Бенні Поулсен      | … | Стелмен           |
| • Ларс фон Трієр     | … | єврей             |

## Знімальна група
- Автори сценарію — Ларс фон Трієр, Нільс Версель
- Режисер-постановник — Ларс фон Трієр
- Продюсери — Бо Крістенсен, Петер Ольбек Єнсен
- Виконавчі продюсери — Франсуа Дюпла, Патрік Годо, Жерар Міталь, Гуннар Обель
- Асоційований продюсер — Філіпп Бобер
- Оператори — Геннінг Бендтсен, Едвард Клосинський, Жан-Поль Мерісс
- Композитор — Йоахім Гольбек
- Монтаж — Ерве Шнайд
- Художник-постановник — Геннінг Бас, Анджей Борецький
- Художник з костюмів — Манон Расмуссен
- Звук — Пер Стрейт

## Нагороди та номінації
| Список нагород та номінацій                      | Список нагород та номінацій | Список нагород та номінацій                        | Список нагород та номінацій                           | Список нагород та номінацій | Список нагород та номінацій |
| Кінофестиваль/Кінопремія                         | Рік                         | Категорія                                          | Номінант(и)                                           | Результат                   | Дж                          |
| ------------------------------------------------ | --------------------------- | -------------------------------------------------- | ----------------------------------------------------- | --------------------------- | --------------------------- |
| Каннський міжнародний кінофестиваль              | 1991                        | Золота пальмова гілка                              | Європа                                                | Номінація                   |                             |
| Каннський міжнародний кінофестиваль              | 1991                        | Приз журі                                          | Європа                                                | Перемога                    |                             |
| Каннський міжнародний кінофестиваль              | 1991                        | Технічний Гран-прі                                 | Європа                                                | Перемога                    |                             |
| Каннський міжнародний кінофестиваль              | 1991                        | Приз за найкращий художній внесок                  | Ларс фон Трієр                                        | Перемога                    |                             |
| Гентський міжнародний кінофестиваль              | 1991                        | Гран-прі                                           | Європа                                                | Перемога                    |                             |
| Каталонський міжнародний кінофестиваль у Сіджасі | 1991                        | Найкращий фільм                                    | Європа                                                | Перемога                    |                             |
| Каталонський міжнародний кінофестиваль у Сіджасі | 1991                        | Найкращий оператор                                 | Геннінг Бендтсен, Едвард Клосинський, Жан-Поль Мерісс | Перемога                    |                             |
| Стокгольмський міжнародний кінофестиваль         | 1991                        | Бронзовий кінь                                     | Ларс фон Трієр                                        | Перемога                    |                             |
| Кінофестиваль Fantasporto                        | 1992                        | Найкращий фільм                                    | Європа                                                | Перемога                    |                             |
| Кінофестиваль Fantasporto                        | 1992                        | Найкращий режисер                                  | Ларс фон Трієр                                        | Перемога                    |                             |
| Фестиваль «Роберт»                               | 1992                        | Найкращий фільм                                    | Європа                                                | Перемога                    |                             |
| Фестиваль «Роберт»                               | 1992                        | Найкращий оператор                                 | Геннінг Бендтсен                                      | Перемога                    |                             |
| Фестиваль «Роберт»                               | 1992                        | Найкращий монтаж                                   | Ерве Шнайд                                            | Перемога                    |                             |
| Фестиваль «Роберт»                               | 1992                        | Найкращий оригінальний музика до фільму            | Йоахім Гольбек                                        | Перемога                    |                             |
| Фестиваль «Роберт»                               | 1992                        | Найкраще художнє оформлення                        | Геннінг Бас                                           | Перемога                    |                             |
| Фестиваль «Роберт»                               | 1992                        | Найкращий звук                                     | Пер Стрейт                                            | Перемога                    |                             |
| Фестиваль «Роберт»                               | 1992                        | Найкращі спеціальні ефекти                         |                                                       | Перемога                    |                             |
| Премія «Боділ»                                   | 1992                        | Найкращий фільм                                    | Європа                                                | Перемога                    |                             |
| Премія Європейської кіноакадемії                 | 1992                        | Найкраща європейська акторка                       | Барбара Зукова                                        | Номінація                   |                             |
| Премія Європейської кіноакадемії                 | 1992                        | Найкращий європейський актор другого плану         | Ернст-Гуго Ярегорд                                    | Номінація                   |                             |
| Нагороди 20/20                                   | 2012                        | Премія «Фелікс» за найкращий фільм іноземною мовою | Європа                                                | Номінація                   |                             |
| Нагороди 20/20                                   | 2012                        | Найкращий оператор                                 | Геннінг Бендтсен, Едвард Клосинський, Жан-Поль Мерісс | Номінація                   |                             |
| Нагороди 20/20                                   | 2012                        | Найкращі візуальні ефекти                          | Найкращі візуальні ефекти                             | Номінація                   |                             |